# Балцатешти (Њамц)
Балцатешти (рум. Bălţăteşti) насеље је у Румунији у округу Њамц у општини Балцатешти. Oпштина се налази на надморској висини од 491 m.

## Становништво
Према подацима из 2002. године у насељу је живело 6675 становника, од којих су сви румунске националности.

### Хронологија
| Година       | 1992 | 1993 | 1994 | 1995 | 1996 | 1997 | 1998 | 1999 | 2000 | 2001 | 2002 | 2003 | 2004 | 2005 | 2006 | 2007 | 2008 | 2009 | 2010 | 2011 | 2012 | 2013 | 2014 | 2015 | 2016 | 2017 |
| ------------ | ---- | ---- | ---- | ---- | ---- | ---- | ---- | ---- | ---- | ---- | ---- | ---- | ---- | ---- | ---- | ---- | ---- | ---- | ---- | ---- | ---- | ---- | ---- | ---- | ---- | ---- |
| Становништво | 7252 | 7189 | 7148 | 7090 | 7020 | 6984 | 6930 | 6915 | 6905 | 6909 | 6907 | 6889 | 4546 | 4541 | 4547 | 4508 | 4511 | 4483 | 4451 | 4421 | 4375 | 4324 | 4281 | 4261 | 4226 | 4198 |